# O Urso e o Dragão
O Urso e o Dragão é um thriller escrito por Tom Clancy. Ele foi publicado originalmente em 2000 como parte da série de livros do Universo Jack Ryan.